# Shigeo Sugimoto
Shigeo Sugimoto (杉本 茂雄, Sugimoto Shigeo, Kobe, 4 december 1926 – Nishinomiya, 4 december 1926) was een Japans voetballer die als middenvelder speelde.

## Clubcarrière
Sugimoto speelde voor Kwansei Gakuin University en Hankyu Railways. Sugimoto veroverde er in 1950, 1953 en 1955 de Beker van de keizer.

## Japans voetbalelftal
Shigeo Sugimoto maakte op 7 maart 1951 zijn debuut in het Japans voetbalelftal tijdens een Aziatische Spelen 1951 tegen Iran. Shigeo Sugimoto debuteerde in 1951 in het Japans nationaal elftal en speelde 3 interlands.

## Statistieken
| Japans voetbalelftal | Japans voetbalelftal | Japans voetbalelftal |
| Jaar                 | Wed.                 | Dlp.                 |
| -------------------- | -------------------- | -------------------- |
| 1951                 | 2                    | 0                    |
| 1952                 | 0                    | 0                    |
| 1953                 | 0                    | 0                    |
| 1954                 | 1                    | 0                    |
| Totaal               | 3                    | 0                    |